# 大石勝郎
大石 勝郎（おおいし かつろう、1951年5月24日 - ）は、日本の経営者。太陽生命保険社長、会長を務めた。

## 来歴・人物
兵庫県出身。1974年に関西学院大学法学部を卒業し、同年に太陽生命保険に入社した。1999年7月に取締役に就任し、2000年4月に常務、2003年6月に専務を経て、2004年1月に社長に就任。2009年6月に会長に就任。2013年6月に顧問に就任。